# Danger Days: The True Lives of the Fabulous Killjoys
| 전문가 평가          | 전문가 평가 |
| 총 점수              | 총 점수     |
| 출처                 | 점수        |
| -------------------- | ----------- |
| AnyDecentMusic?      | 6.5/10      |
| 메타크리틱           | 70/100      |
| 평가 점수            |             |
| 출처                 | 점수        |
| AllMusic             | [ 4 ]       |
| Alternative Press    | [ 12 ]      |
| The A.V. Club        | D−          |
| Entertainment Weekly | B−          |
| The Guardian         | [ 15 ]      |
| Los Angeles Times    | [ 16 ]      |
| NME                  | 8/10        |
| Rolling Stone        | [ 18 ]      |
| Spin                 | 7/10        |
| USA Today            | [ 20 ]      |

《Danger Days: The True Lives of the Fabulous Killjoys》 (종종 간단히 《Danger Days》로 불림)는 미국의 록 밴드 마이 케미컬 로맨스의 네 번째 스튜디오 음반으로, 2010년 11월 22일, 리프리즈 레코드에서 발매되었다. 이 음반의 곡들은 밴드의 잘 알려진 얼터너티브 록, 팝 펑크, 펑크 록 사운드와 함께 파워 팝, 팝 록, 일렉트로닉 록 등 새로운 음악적 요소들이 도입된 것과 관련이 있다. 음반의 주요 음악적 영감은 60년대와 70년대의 컨템포러리 록, 사이키델릭 록, 프로토펑크 밴드에서 비롯되었다. 이 음반은 밴드가 2013년부터 2019년까지 6년간의 해체를 앞두고 발매한 마지막 음반이었다.
밴드의 이전 음반 《The Black Parade》와 마찬가지로, 《Danger Days》는 록 오페라이다. 음반의 스토리라인은 2019년 종말물 캘리포니아주에서 킬조이스라는 반항적인 외부인 그룹이 사악한 조직과 싸우는 이야기를 담고 있다. 2013년, 프론트맨 제라드 웨이는 음반에 묘사된 이야기를 이어가는 코믹 미니시리즈를 발표했다.
《Danger Days》는 비평가들로부터 대체로 긍정적인 평가를 받았으며, 첫 주에 112,000장의 판매고를 올리며 빌보드 록 음반 및 얼터너티브 음반 차트에서 상위권에 올랐고, 빌보드 200 차트에서는 8위에 올랐다. 이 음반은 다른 여러 나라의 음악 차트에도 등장했다. 2011년 2월까지 《Danger Days》는 전 세계적으로 백만 장 이상의 판매고를 올렸다.

## 배경
《The Black Parade》의 혹독하지만 매우 성공적인 투어를 마친 후, 마이 케미컬 로맨스는 프로듀서 브렌던 오브라이언과 함께 스튜디오에 들어가 밴드의 다음 음반을 제작했다. 《The Black Parade》 투어와 어두운 톤으로 지친 밴드는 음반의 사운드에 대해 의식적인 휴식을 취하고 싶었고, "개념도 없고, 캐릭터도 없고, 의상도 없고, 추가 악기도 없다"는 더 재미있고 헐벗은 접근 방식을 취하고 싶었다. 그러나 밴드는 오브라이언과의 최종 녹음 결과에 불만을 품게 되었다. 목표를 달성한 것처럼 느끼면서도 창의적으로 자신을 억제하고 있다는 느낌도 들었다. 그 결과, 마이 케미컬 로맨스는 2010년 초에 음반을 보류하기로 결정했고, 밴드의 레이블인 리프리즈 레코드가 이를 지지했다. 브렌던 오브라이언과의 세션은 결국 2012년에 《Conventional Weapons》라는 이름으로 발매되었다.
음반을 발매한 후, 밴드는 《The Black Parade》 프로듀서 롭 카발로와 함께 스튜디오로 돌아왔고, 카발로는 밴드를 다시 활기차게 하고 정상 궤도로 이끄는 데 도움을 주었다. 밴드의 발매된 음반 〈Bulletproof Heart〉, 〈The Only Hope for Me Is You〉, 〈Save Yourself〉 그리고 〈Party Poison〉의 네 곡이 다시 발매되어 음반에 재녹음되었다. 트랙 〈Black Dragon Fighting Society〉는 동반된 Mad Gear EP를 위해 재녹음되었다.

## 곡 목록
모든 곡들은 특별한 언급이 없는 한 프랭크 아이에로, 레이 토로, 제라드 웨이 그리고 마이키 웨이에 의해 작사/작곡하였다.
| #   | 제목                                                                | 작사·작곡                                     | 재생 시간 |
| --- | ------------------------------------------------------------------- | --------------------------------------------- | --------- |
| 1.  | 〈Look Alive, Sunshine (Feat. 스티브 몬타노)〉                      |                                               | 0:29      |
| 2.  | 〈Na Na Na (Na Na Na Na Na Na Na Na Na)〉                           | 밥 브라이어, 아이에로, 토로, G. 웨이, M. 웨이 | 3:26      |
| 3.  | 〈Bulletproof Heart〉                                               | 브라이어, 아이에로, 토로, G. 웨이, M. 웨이    | 4:26      |
| 4.  | 〈SING〉                                                            |                                               | 4:30      |
| 5.  | 〈Planetary (GO!)〉                                                 |                                               | 4:07      |
| 6.  | 〈The Only Hope for Me Is You〉                                     | 브라이어, 아이에로, 토로, G. 웨이, M. 웨이    | 4:32      |
| 7.  | 〈Jet-Star and the Kobra Kid/Traffic Report (Feat. 스티브 몬타노)〉 |                                               | 0:26      |
| 8.  | 〈Party Poison〉                                                    | 브라이어, 아이에로, 토로, G. 웨이, M. 웨이    | 3:36      |
| 9.  | 〈Save Yourself, I'll Hold Them Back〉                              | 브라이어, 아이에로, 토로, G. 웨이, M. 웨이    | 3:50      |
| 10. | 〈S/C/A/R/E/C/R/O/W〉                                               |                                               | 4:28      |
| 11. | 〈Summertime〉                                                      |                                               | 4:06      |
| 12. | 〈DESTROYA〉                                                        |                                               | 4:32      |
| 13. | 〈The Kids from Yesterday〉                                         |                                               | 5:26      |
| 14. | 〈Goodnite, Dr. Death (Feat. 스티브 몬타노)〉                       |                                               | 1:59      |
| 15. | 〈Vampire Money〉                                                   |                                               | 3:37      |

## 구성
- 제라드 웨이 : 리드 보컬
- 레이 토로 : 리드 기타, 배킹 보컬
- 프랭크 아이에로 : 리듬 기타, 배킹 보컬
- 마이키 웨이 : 베이스 기타

## 인증
| 국가                                                            | 인증 | 판매량/출하량 |
| --------------------------------------------------------------- | ---- | ------------- |
| 아일랜드 (IRMA)                                                 | 골드 | 7,500^        |
| 뉴질랜드 (RMNZ)                                                 | 골드 | 7,500^        |
| 영국 (BPI)                                                      | 골드 | 100,000^      |
| 미국 (RIAA)                                                     | 골드 | 500,000       |
| ^출하량을 기반으로 한 인증 · 판매량+스트리밍을 기반으로 한 인증 |      |               |